# Rorion Gracie
 (mars 2023).
Si vous disposez d'ouvrages ou d'articles de référence ou si vous connaissez des sites web de qualité traitant du thème abordé ici, merci de compléter l'article en donnant les références utiles à sa vérifiabilité et en les liant à la section « Notes et références ».
Rorion Gracie, né le 10 janvier 1952, est un combattant de jiu-jitsu brésilien et un membre de la famille Gracie. Il est le fils le plus âgé de Hélio Gracie et il est un des rares à avoir une ceinture rouge neuvième degré en jiu-jitsu brésilien (JJB).
Il est l'un des fondateurs de l'Ultimate Fighting Championship avec Art Davie en 1993.